# Arethusa (revista)
Arethusa es una revista académica establecida en 1967, cubre el área del arte y cultura clásica y se enfoca de manera interdisciplinaria en la «evidencia literaria y material», incorporando al estudio abordajes modernos y análisis más tradicionalistas. Es común que un ejemplar se concentre en analizar un solo tema relacionado con el mundo clásico; uno de estos números, «The New Simonides», recibió el premio «Best Single Journal» de la Association of American Publishers en 1996. Sus editores son Marta Malamud y John Dugan de la Universidad de Búfalo. La revista lleva el nombre de la mítica ninfa Aretusa y es publicada tres veces al año en enero, mayo y septiembre por la Johns Hopkins University Press.